# Серединний (Сколівські Бескиди)
Середи́нний (Сере́дній або Мальманста́льська Скла́дка) — гірський хребет у масиві Сколівські Бескиди. 
Розташований на півдні Львівської області, у Стрийському районі, на південь від с. Майдан. Повністю входить до територій національного парку «Сколівські Бескиди». 
Хребет бере свій початок біля місця, де потоки Загічний та Пограничний зливаються в Малу Бутивлю та простягається на 9,6 км на північний-захід до села Майдан. Має декілька перемичок: одну — до Парашки біля безіменної вершини (1057 м), іншу — до хребта з вершинами Чорна Гора (1118,8 м) та Перекоп (1212,9 м), а останню — між горою Виднога та Високим Верхом (1177,5 м) Щавлевої Гряди. Між Мальманстальською Складкою та сусідніми хребтами протікають декілька гірських водотоків, а саме Крушельниця, Глиняний, Семенів, Рибник Майданський та двоє вищезгаданих.
По суті, Cерединний слугує ланцюгом переважно заліснених вершин у доволі віддаленій та важкодоступній частині масиву. Північні схили досить круті у порівнянні з південними, пологішими. Хребет вкритий ялицево-буковими та ялицевими лісами, але в районі вершин Хрестовий Верх і Кривий Верх схили розчищені внаслідок вирубок. На останній також трапляються скупчення брил пісковика (ґреґоти). 
З геоморфологічної перспективи Середній належить до довшої структури, що включає в себе окремо розташовану гору з вершиною Липовали (944,2) та хребет г. Буківська (998,5 м).
У період Першої світової війни Карпати стали ареною зіткнення військ Російської Імперії та Австро-Угорщини, тому на хребті досі зустрічаються окопи правильної форми викладені ґреґотами, а також старі укріплені деревом землянки. Тепер тут проходить еколого-пізнавальний маршрут «м.Сколе – г. Парашка – с.Майдан», проте згідно з відгуками туристів, частина, яка проходить по Мальманстальській Складці є переважно дуже зарослою та відчутно важкою для проходження. В підсумку, маршрут не рекомендується мандрівникам з малим досвідом та недостатніми засобами навігації.

## Вершини
- Виднога (1132,4 м)
- Панівалькова (1112 м)
- Кривий Верх або Кживий Верх (1072 м)
- Хрестовий Верх (1070 м)
- Кичерка (1057 м)